# Giro di Toscana 1962
Il Giro di Toscana 1962, trentaseiesima edizione della corsa, si svolse il 25 marzo su un percorso di 262 km, con partenza e arrivo a Firenze. Fu vinto dall'italiano Guido Carlesi della Philco davanti ai suoi connazionali Diego Ronchini e Dino Liviero.

## Ordine d'arrivo (Top 10)
| Pos. | Corridore          | Squadra                     | Tempo    |
| ---- | ------------------ | --------------------------- | -------- |
| 1    | Guido Carlesi      | Philco                      | 6h24'07" |
| 2    | Diego Ronchini     | Ghigi                       |          |
| 3    | Dino Liviero       | Torpado                     |          |
| 4    | Oreste Magni       | Gazzola-Fiorelli-Hutchinson |          |
| 5    | Armando Pellegrini | Molteni                     |          |
| 6    | Rino Benedetti     | Ignis                       |          |
| 7    | Nino Defilippis    | Carpano                     |          |
| 8    | Marino Vigna       | Philco                      |          |
| 9    | Marino Fontana     | San Pellegrino              |          |
| 10   | Silvano Ciampi     | Philco                      |          |